# سفارت ایران در توکیو
سفارت ایران در ژاپن بالاترین نمایندگی دیپلماتیک ایران در ژاپن می‌باشد.
سفارت ایران در توکیو- ژاپن در منطقه میناتو توکیو واقع شده‌است ساختمان جدید آن در سال ۱۳۸۱ به بهره‌برداری رسیده‌است.هم اکنون پیمان سعادت سفیر ایران در کشور ژاپن میباشد

## اطلاعات بیشتر
- گاه‌شمار روابط ایران و ژاپن تا انقلاب اسلامی و از ۱۹۹۸ تا 2020
- تاریخچه ایران‌شناسی در ژاپن از آراکی تا تسونئو کورویاناگی
- وبگاه رسمی سفارت جمهوری اسلامی ایران در ژاپن
- تویتر سفارت ایران توکیو ژاپن: